# Ignaz Epper
Ignaz Epper (São Galo, 6 de julho de 1892 – Ascona, 12 de janeiro de 1969) foi um pintor e escultor suíço, adscrito ao expressionismo.

## Biografia
Entre 1908 e 1912 formou-se como desenhista de bordados. Desde 1913 deixou o seu trabalho e converteu-se num artista independente em Weimar e Munique.
Em meados de 1913 criou as suas primeiras talhas em madeira (Figura suspesa e Sebastiano I) e as suas primeiras litografias (Coppia Umana e Suonatore di Organetto). Durante e após ter sido mobilizado para realizar o serviço militar, produziu 59 xilografias e muitos design inspirados pela guerra.
Nos anos de 1916—1917 conheceu em Zurique Hans Coray, que expôs as xilografias e outras obras de Epper na sua galeria em Mühlegasse. Em 1919 casou-se com a holandesa Mischa Quarles van Ufford. Após numerosas viagens, em 1922 assentou-se em Ascona.
No final da década de 1920 os trágicos acontecimentos que ocorrem no seu círculo de amigos repercutiram na sua obra (Il suicida, Il Criminale, L'impicato, Il Cavaliere Apocalittico). Na década de 1930 fez diversas estadias em Suíça e no estrangeiro, em particular na Alemanha (Berlim e Dresde), na França (Collioure, Paris e Bretanha), nos Países Baixos e na Itália meridional.
No Inverno de 1932 mudou-se definitivamente para Ascona com a sua esposa, e até 1938 viveu na casa Pasini (o atual Museu e Fundação Ignaz e Mischa Epper). Contudo, realizou muitas viagens ao estrangeiro (França, Itália, Países Baixos, Balcãs, Grécia e Líbia). Suicidou-se em 1969 em Ascona.

## Obras confiscadas e destruídas de coleções públicas alemãs em 1937 como "degeneradas
- Cidade no Rio (xilogravura; Kunsthalle Bremen - Bremen)
- Execução (xilogravura, 26,5 × 20 cm; Museu de Arte e História Local de Erfurt)
- Barco salva-vidas (xilogravura; Städtische Kunsthalle Mannheim)
- Girl's Head (litografia, 33 × 23 cm, 1919; Städtische Kunsthalle Mannheim)[4]
- Seis capitães na balsa (assinados Gyn Epper; Xilogravura, Museu Folkwang Essen)